# Isabella Leonarda
Anna Isabella Leonarda (Novara, 6 de septiembre de 1620-Ibidem, 25 de febrero de 1704) fue una religiosa y compositora italiana del período barroco.
A los dieciséis años ingresó al Collegio di Sant'Orsola (Colegio de Santa Úrsula), un convento de las monjas ursulinas en Novara, donde permaneció durante toda su vida. Fue una de las compositoras más renombradas de su tiempo y que se sepa, sus sonatas son las primeras publicadas por una mujer. Isabella Leonarda fue una compositora hábil y versátil cuyas aproximadamente 200 composiciones incluyen ejemplos de casi todos los géneros sagrados, principalmente de motetes, misas y salmos. Además es considerada la mujer más productiva de su época por la cantidad de obras y publicaciones. Es recordada como «la musa novarese por excelencia».

## Biografía
Anna Isabella Leonarda, a veces conocida como Isabella Leonardi o Isabella Calegari, nació en Novara el 6 de septiembre de 1620 y fue bautizada en la catedral de Novara el mismo día. Perteneció a una familia noble y de larga tradición piamontesa, cuyos miembros incluían a importantes funcionarios cívicos y eclesiásticos y caballeros palatinos. 
Fue una de las hijas de entre los seis hijos del conde Giannantonio Leonardi y Apollonia Sala. 
Como otras jóvenes de su época y rango social, a los dieciséis años ingresó como novicia en el prestigioso Colegio de Santa Úrsula de Novara, donde los Leonardi eran benefactores y dos de sus hermanas habían ingresado como religiosas. Fue consagrada monja en 1639, se convirtió en madre superiora en 1686, en madre vicaria en 1693, y en consejera a partir de 1700 (se desconoce el significado exacto de este título, probablemente honorífico, otorgado en la vejez en reconocimiento a décadas de fiel servicio).
Falleció en Novara el 25 de febrero de 1704 a los ochenta y tres años.

## Carrera musical
Atraída desde muy joven por la música, fue profesora de capilla durante un breve período.  
Las monjas ursulinas, una orden de enseñanza, tenían una escuela adyacente a la iglesia donde estudiaban las jóvenes de clase alta. Los días santos de la iglesia en esta prestigiosa institución se celebraban con fiestas y música elaborada, la mayoría de las veces acompañada de órgano.   
La instrucción musical básica probablemente le fue dada por Elisabetta Casata, organista del convento y profesora de música.  
Se desconoce si Leonarda estudió música antes de su paso por el monasterio, pero dado su origen socioeconómico, es probable que haya recibido cierta educación en el tema. Es posible que haya estudiado para el compositor Gasparo Casati (1610-1641), que ostentaba el título de maestro di cappella en la catedral de Novara desde 1635 hasta su muerte. Casati en su publicación de 1640, Terzo libro di sacri concenti, incluyó dos de las primeras composiciones conocidas de Leonarda, lo que proporciona cierto apoyo a la teoría anterior, puesto que en este periodo los maestros acostumbraban a incluir trabajos de sus alumnos para darlos a conocer.  Estas son las primeras composiciones de las que en la actualidad se conoce la autoría de Isabella Leonarda.

## Composiciones
Las obras de Isabella Leonarda abarcan casi todos los géneros musicales de la iglesia: motetes y conciertos de una a cuatro voces, composiciones de salterios, responsorios, magnificat, letanías, vísperas (principalmente en latín pero ocasionalmente en italiano), misas y sonatas. Además, escribió música para cantantes solistas y bajo general, así como para coro y cuerdas. También escribió algunas canciones sagradas en solitario con textos vernáculos. Sonate da chiesa se refiere a su Opus 16, que fue histórico por ser la primera sonata instrumental publicada por una compositora. Las mencionadas sonatas de iglesia se encuentran en su Opus 16, que puede ser la primera de su tipo en ser publicada por una compositora.
La obra más abundante de Isabella Leonarda fue el motete solista, pero la mayoría de sus logros notables provienen de sus sonatas. Leonardi es considerada la primera mujer en publicar sonatas para 1, 2, 3 y 4 instrumentos. En sus obras predomina el motete para voz solista, con acompañamiento de órgano y, en ocasiones, con otros instrumentos. Se hizo popular por sus sonatas instrumentales.
La mayoría de sus piezas vocales fueron escritas para una, dos, tres y/o cuatro voces. Isabella compuso también magnificats, antífonas dedicadas a la virgen María.
Es difícil encontrar en la obra de Leonarda influencias musicales de algún compositor determinado.
Las sonatas del 1 al 11 son para dos violines, violón y órgano. Las sonatas 1, 3, 4, 7 y 8 son “sonatas concertadas”: cada uno de los tres instrumentos tiene al menos un pasaje en solitario. Esta etiqueta podría sugerir que se trata de obras con visión de futuro, más bien como conciertos incipientes, pero en realidad es todo lo contrario. pues tales obras son más características de principios del siglo XVII, en 1693, este enfoque estaba decididamente anticuado. La sonata 12 es la única sonata solista de Leonarda y es una de sus mejores composiciones.
Las sonatas de Leonarda son inusuales en su estructura formal. Generalmente se admite que Corelli estableció la forma “estándar” de cuatro movimientos, lento-rápido-lento-rápido de la sonata da chiesa, aunque varias de sus composiciones no se ajustan a este patrón. Los compositores anteriores tendían a ser menos consistentes con respecto al número de secciones o movimientos, aunque tres es un número relativamente común y las sonatas que exceden las cinco secciones son raras. Las sonatas de Leonarda, sin embargo, varían desde tan solo cuatro (Sonatas 6 y 9) hasta trece (Sonata 4), y sus sonatas en cuatro secciones no siguen el modelo lento-rápido-lento-rápido.
Fue una compositora muy respetada en su ciudad natal, pero su música no era tan conocida en otras partes de Italia. La obra de Leonarda se descubrió en Francia, cuando el compositor francés Sébastien de Brossard tuvo acceso a algunas de sus piezas y escribió con admiración en su Catalogue des livres de musique theorique et pratique (París, 1724): " Todas las obras de esta ilustre e incomparable Isabella Leonarda son tan bellas, tan graciosas, tan brillantes, ya la vez tan entendidas y tan sabias ... que me duele no tenerlas todas ".
Casi todas las obras de Leonarda poseen dos dedicatorias, una para la Virgen María y otra a una de las personalidades importantes de la época. Entre estos últimos se encuentran el arzobispo de Milán, el obispo de Novara y el emperador Leopoldo I. La necesidad de buscar apoyo financiero para el convento probablemente motivó muchas de estas dedicatorias. También señaló en la dedicatoria al Opus 10 que componía música solo durante el tiempo asignado al descanso para no descuidar sus deberes administrativos dentro del convento. Esto contradice muchas especulaciones de que Leonarda pudo pasar más tiempo componiendo que otras monjas de la época debido a sus puestos de autoridad dentro del convento. 
Su música todavía se inserta en conciertos o se realiza durante los servicios religiosos en la actualidad. 

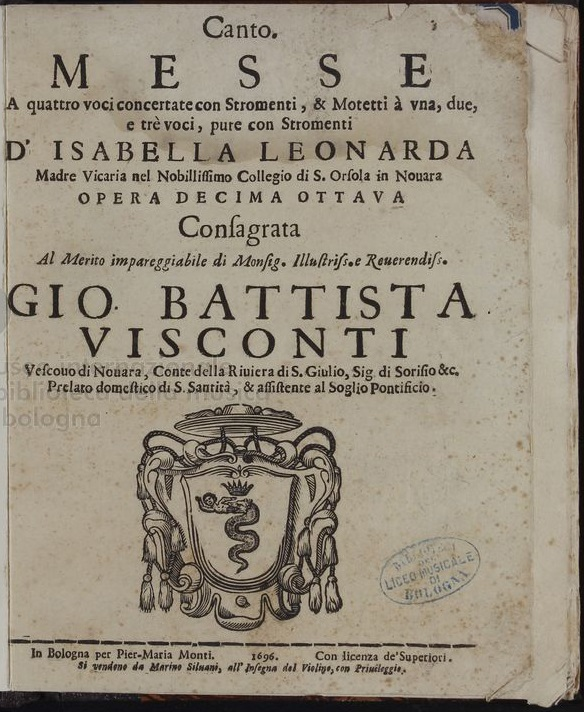
Leonarda Suor Isabella. Messe a quattro voci concertate con Stromenti, & Motetti à vna, due, e trè voci, pure con Stromenti d'Isabella Leonarda Madre Vicaria nel Nobilissimo Collegio di S. Orsola in Nouara. Opera Decima Ottava Consagrata al Merito impareggiabile di Monsig. Illustriss. e Reuerendiss. Gio. Battista Visconti Vescouo di Nouara, Conte della Riuiera di S. Giulio, Sig. di Sorisio &c. Prelato domestico di S. Santita, & assistente al soglio Pontificio. - In Bologna per Pier Maria Monti. 1696. - in 4°. Canto, Alto, Tenore, Basso, Violino primo, Violino secondo, Violone ò Tiorba, e Organo. In tutto opuscoli 8. (Le prime quattro carte di ogni parte sono occupate dal frontespizio, dalla dedicatoria dell'autrice sottoscritta Dal Collegio di S. Orsola di Nouara li 30 Giugno 1696. e da una seconda intitolazione all'Imperatrice de' Cieli, e in fine dalla licenza dei revisori. Niuna cosa però vi si legge meritevole di farne annotazione).

Así como Novara ha tenido hombres ilustres en todas las profesiones.. tampoco le han faltado mujeres virtuosas que la hagan famosa. Entre ellos brilla con gloriosa fama el nombre de Isabella Leonarda, quien por la singular estima que se le tiene en el arte de la música, con razón podría llamarse la Musa Novarese por excelencia.
Lazaro Agostino Cotta, Museo novarese (1701)

## Obras publicadas
Es la autora de más de 122 motetes, 18 conciertos sagrados, 17 misas, 12 sonatas y 11 salmos. Sus obras se publicaron en un período de 60 años, desde 1640 hasta 1700.
Solo su opus 16, publicado en 1693 en Bolonia, contiene música orquestal con ocho sonatas en trío y una sonata solo. Al mismo tiempo, es la primera composición instrumental de la historia publicada por una mujer. Isabella Leonarda probablemente no estaba al tanto de este hecho. Quizás estaba interesada en la música no textual como contrapeso a la gran cantidad de trabajos vocales, o quizás quería probar el 'nuevo' género de la sonata en trío.
Sus obras la convirtieron en una de las figuras más representativas, además del elevado número de obras impresas, entre los compositores activos en Italia entre finales del siglo XVI y el XVII.
- Opus 1 (perdida)
- Motetes a tres voces, Op. 2 (Milán 1665 perdida)
- 18 conciertos sacros, Op. 3 (Milán, 1670)
- 11 Misas, Op. 4 (Novara, 1674)
- Opus 5 (perdida)
- 12 Motetes, Op. 6 (Venecia, 1676)[17]
- 13 Motetes, Op. 7 (Bolonia, 1677)[18]
- 11 Vísperas a capella, Op. 8 (Bolonia, 1678)
- Opus 9 (perdida)
- 12 Motetes a cuatro voces, Op. 10 (Milán, 1684)
- 12 Motetes, Op. 11 (Bolonia, 1684)[19]
- 14 Motetes para solista, Op. 12 (Novara, 1686)
- 12 Motetes, Op. 13 (Bolonia, 1687)[20]
- 10 Motetes, Op. 14 (Bolonia, 1687)[21]
- 11 Motetes à voce sola, Op. 15 (Bolonia, 1690)[22]
- 12 Sonatas a 1, 2, 3 y 4 instrumentos, Op. 16 (Bolonia, 1693)[23]
- 12 Motetes, Op. 17 (Bolonia, 1695)[24]
- 6 Misas, Op. 18 (Bolonia, 1696)[25]
- 11 Salmos concertantes, Op. 19 (Bolonia, 1698)[26]
- 14 Motetes, Op. 20 (Bolonia, 1700)[27]

El apellido de Isabella en las publicaciones impresas en Bolonia siempre aparece en la forma "Leonarda", mientras que en las impresas en las cercanías de Milán, donde la familia Leonardi era bien conocida, la forma "Leonarda" se usa en la portada y en la dedicatoria y "Leonardi". en las hojas autografiadas.